# Bouddhisme en Espagne
Vous pouvez aider à l'améliorer ou bien discuter des problèmes sur sa page de discussion.
- Il ne cite pas suffisamment ses sources. Vous pouvez indiquer les passages à sourcer avec {{référence nécessaire}} ou {{Référence souhaitée}}, et inclure les références utiles en les liant aux notes de bas de page. (Marqué depuis avril 2025)
- La traduction doit être revue. Le contenu est difficilement compréhensible à cause d’erreurs de traduction, peut-être dues à l’utilisation d’un logiciel de traduction automatique. (Marqué depuis avril 2025)

- Archive Wikiwix
- Bing
- Cairn
- DuckDuckGo
- E. Universalis
- Gallica
- Google
- G. Books
- G. News
- G. Scholar
- Persée
- Qwant
- (zh) Baidu
- (ru) Yandex
- (wd) trouver des œuvres sur Wikidata

Le bouddhisme ( espagnol : Budismo   ) est la quatrième religion en importance en Espagne. La présence du bouddhisme en Espagne a commencé à la fin des années 1970, importé d'autres régions d'Europe, notamment de France. Malgré sa courte histoire dans le pays, le bouddhisme a été reconnu comme une confession religieuse profondément enracinée en 2007, en cours d’examen officiel. Cette reconnaissance implique son équivalence avec la plupart des autres religions établies à des fins juridiques, politiques et administratives. Une grande partie de la tradition bouddhiste en Espagne est issue de l'Union bouddhiste d'Espagne, la Fédération des organisations bouddhistes d'Espagne ( espagnol : Unión Budista de España-Federación de Entidades Budistas de España ; UBE-FEBE), créée en 1990. Les premières écoles en Espagne étaient Zen (du bouddhisme Mahayana ) et Kagyu (lignée du bouddhisme tibétain ), et elles comptent aujourd'hui la plus grande communauté du pays. Il existe des dizaines de centres de pratique bouddhiste dans le pays. Selon une estimation de 2018, il y aurait environ 90000 adeptes du bouddhisme en Espagne, pour un nombre total d'environ 300000 adhérents si l'on inclut les sympathisants.